# 앤드루 카니
앤드루 카니(Andrew Carnie, 1969년 4월 19일 ~ )는 캐나다의 언어학자이다. 앨버타 캘거리 출신으로 1991년 토론토 대학교 세인트 미첼 칼리지에서 켈트어 연구로 석사학위를, 매사추세츠 공과대학교에서 언어학 및 심리학으로 박사학위를 받았다. 그는 6권의 책을 저술했으며(공저포함), 형식주의 통사 이론과 아일랜드 언어의 언어학적 양상에 관하여 다수의 논문을 작성했다. 그는 발칸어와 국제 포크 댄스를 가르치는 것으로도 유명하다. 현재 애리조나 대학교 언어학과 교수로 재직중이다.

## 분야
- 통사론
- 구 구조
- 문법 상하구조
- 격
- 켈트어
- 현대 아일앤드 어
- 카니 앤드루 (2007) 통사론 생성문법 이론의 소개, 제2판.서울: 한국문화사. 안동환 옮김
- 카니 앤드루 (김영롱) (2003) 통사론 (생성문법 개론) 서울: 한국문화사. 김영룡 옮김.